# Luke Fischer
Lucas "Luke" Fischer (Germantown, Wisconsin, 29 de octubre de 1994) es un jugador de baloncesto estadounidense con pasaporte de Armenia que pertenece a la plantilla del San Pablo Burgos de la Liga LEB Oro. Con 2,11 metros de estatura, juega en la posición de pívot.

## Trayectoria deportiva
El pívot nacionalizado armenio, en la temporada 2016-17 disputaría su último año en Marquette Golden Eagles, universidad en la que ha promedió 10.9 puntos y 5.9 rebotes. Anteriormente, había jugado en Porstmouth. Tras no ser drafteado en 2017, daría el salto a Europa. 
En junio de 2017 fichó por el Herbalife Gran Canaria de la Liga ACB por una temporada.
El 19 de julio de 2021, firma por el Nanterre 92 de la Pro A, la primera categoría del baloncesto francés.
El 1 de enero de 2023, firma por el Real Betis Baloncesto de la Liga ACB.
El 16 de agosto de 2023, firma por el San Pablo Burgos de la Liga LEB Oro.

## Selección nacional
Representa a Armenia desde 2017.